# Лука Чилић
Лука Чилић (околина Баје, 1707 — Баја, 21. април 1771) је био шокачки писац и кустос Босне Сребрене.
Основну и средњу школу завршио је вероватно у родном месту, филозофско-теолошке студије у Италији. Од 1731. до 1733. године деловао је на Корзици код аустријске војске.

## Дела
- (1733)
- (пригодна песма, 1752)
- (1755)